# Окопи (гора)
Око́пи — гора в масиві Горгани (Українські Карпати). Розташована в південно-західній частині Надвірнянського району Івано-Франківської області, на північний захід від села Бистриці і на захід від села Максимець.
Висота 1243,9 м. Північні та південні схили пологі, західні та східні — стрімкі. Вершина незаліснена; є кам'яні осипища.
На північ від вершини простягається пологий хребет, що з'єднується з горою Боярин (1679 м). На південь розташована долина річки Салатрук (ліва притока Бистриці-Надвірнянської).